# Her Only Son (film 1913)
Her Only Son è un cortometraggio muto del 1913 diretto da Lem B. Parker.

## Trama
Jack Temple, un giovanotto di campagna, si reca in città dove verrà quasi rovinato.

## Produzione
Il film fu prodotto dalla Selig Polyscope Company.

## Distribuzione
Distribuito dalla General Film Company, il film - un cortometraggio di una bobina - uscì nelle sale cinematografiche statunitensi il 12 febbraio 1913. L'8 maggio dello stesso anno venne distribuito in sala anche nel Regno Unito.